# F-15EX鷹II式戰鬥機
波音 F-15EX“鹰 II”战斗机是由麦克唐纳道格拉斯 F-15E“攻击鹰”战斗轰炸机发展而来的多用途战斗机。该机的研制源于美国国防部在2018年进行的一项研究，旨在应对美国空军战术航空力量老化的问题，这种老化主要由于冷战后预算削减导致的现代化进程受限，特别是F-22战斗机生产计划被大幅削减。
F-15EX属于F-15“先进鹰”系列，是基于F-15E设计的进一步发展版本，最初面向出口市场，具备强化的内部结构、更新的飞控系统以及升级的航电设备。该机由波音圣路易斯（前麦道公司）负责生产。
“先进鹰式”项目始于F-15SA（沙特先进鹰），该机于2013年首飞，随后是F-15QA（卡塔尔先进鹰），于2020年首飞。F-15EX于2021年完成首飞，并利用现有的出口生产线降低成本、加快交付速度，以满足美国空军的需求。该机已于2024年7月正式进入现役。
F-15EX预计将取代美国空军与空军国民警卫队现存的F-15C/D机队，用于执行本土防空与空域防御任务，同时也作为一种成本较低的平台，可挂载大型远程武器，为前线的F-22与F-35战机提供火力支援。此配置下的“先进鹰式”代表了当前F-15生产线的最新标准型号。

## 发展
2010年代，美国空军（USAF）面临战斗机数量在2020年代出现短缺的风险，这一问题源于冷战于1991年结束后因预算削减而推迟和缩减的现代化计划，以及911事件后对非对称反叛乱作战的战略重心转移。
原本美国空军计划采购381架F-22战斗机来取代现役的F-15A/B/C/D空优战机，但该采购数量在2009年被削减至仅187架。为了维持足够数量的空优战斗机，美国空军计划将179架F-15C/D的服役期限延长至2030年代，远远超出其原定的退役时间表。这一延寿项目被称为“F-15 2040C”或“黄金鹰（Golden Eagle）”，拟升级内容包括有源相控阵雷达（AESA）、红外搜索与跟踪系统（IRST），以及名为“鹰式被动/主动预警生存系统（EPAWSS）”的新一代电子战系统。部分升级也将应用于F-15E机队，例如EPAWSS，其研发合约于2015年授予波音公司与英国BAE系统公司。
然而，到2010年代中期，F-15C/D机队的老化程度已超出经济可持续的维护范围，因结构疲劳等问题将无法服役至2030年代。同时，F-35项目也面临进度延误，使得美军亟需在老旧F-15退役前（预计到2026年）填补战斗机缺口。虽然也曾考虑重启F-22生产，但由于需要高额的一次性成本来重建生产线并重新寻找零部件供应商，因此该方案被视为成本过高而遭搁置。
与此同时，波音公司一直在为外国客户开发F-15E的升级出口版本，并最终在机体设计上进行了大幅更新，形成了“F-15先进鹰式（Advanced Eagle）”系列。最初的型号是F-15SA（沙特先进鹰），于2013年2月20日首飞，随后是F-15QA（卡塔尔先进鹰），于2017年订购。
2018年，在一系列由国防部成本评估与项目评估办公室（OSD CAPE）进行的研究表明：混合使用第四代与第五代战斗机将使美国空军以更具成本效益的方式更新其战斗机机队后，美国空军与波音公司开始讨论研发一款基于F-15QA、用于替代F-15C/D的单座战机，称为F-15X或先进F-15（Advanced F-15）。
最终，波音提出了单座F-15CX和双座F-15EX两个版本，二者具备相同能力。美国空军最终选择仅采购F-15EX，以降低成本，因为当时生产线上仅剩双座F-15机型。 在2020财年预算申请中，美国空军将8架F-15EX列入预算，以便利用现有生产线、最小化启动成本，快速补充服役战机数量，同时也是支持波音圣路易斯工厂、维持美国战斗机工业多样性的一项措施。
F-15EX结合了多个现有F-15升级项目中的技术成果，如AESA雷达、红外搜索与跟踪系统（IRST）和EPAWSS电子战系统，并融合了F-15QA的多项优点，包括结构强化（机体寿命达20,000小时）、新型座舱与飞控系统，以及计划中的AMBER系统（先进导弹与炸弹挂架），该系统将使F-15EX可挂载多达22枚空对空导弹。

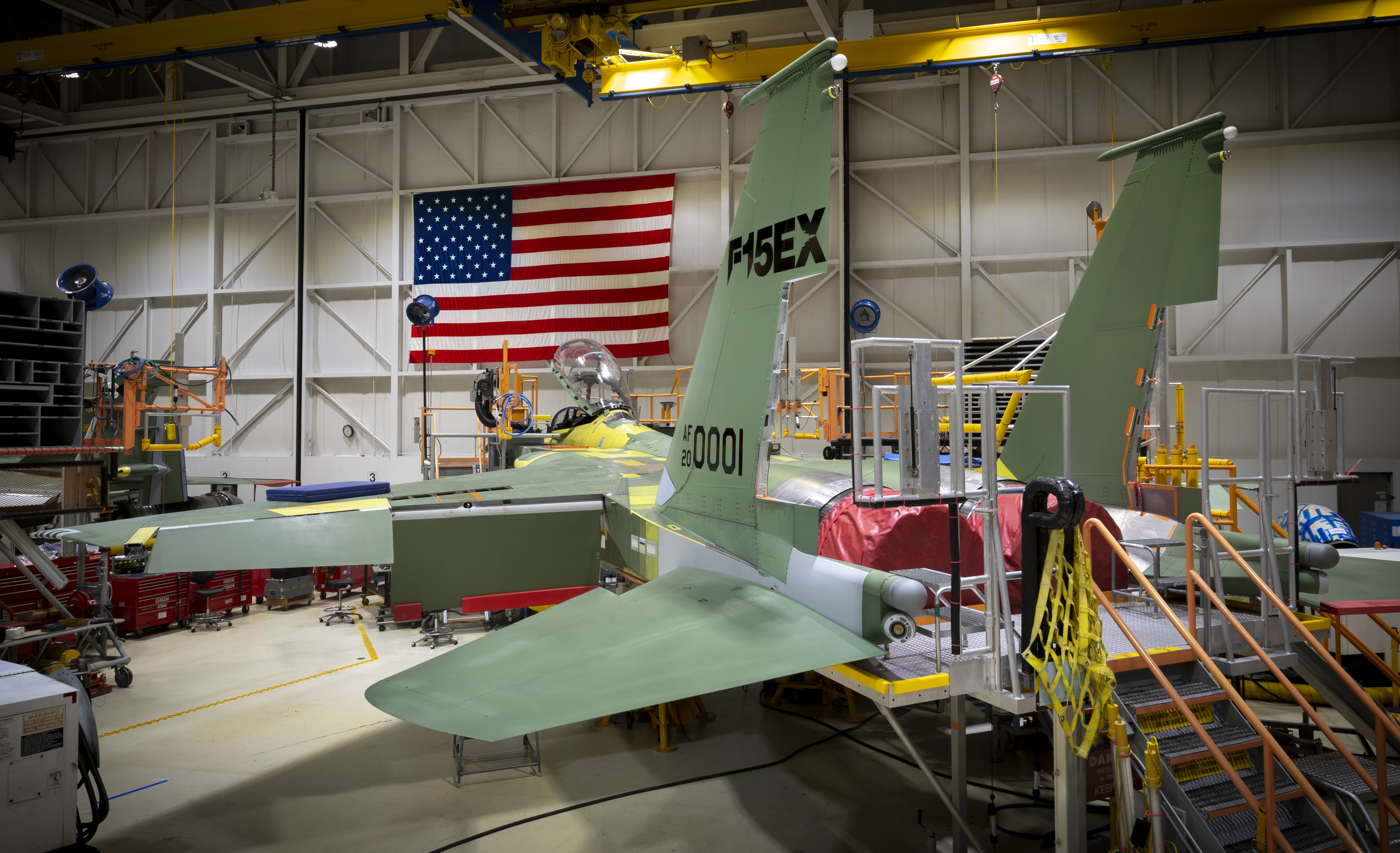
2020 年 7 月，装配线上的一架 F-15EX

尽管F-15EX在对抗最新型防空系统方面的生存能力不及第五代战机F-22和F-35，但它仍可在空优任务中作为补充力量，承担本土与空军基地防御任务、在防空力量有限的区域执行禁飞区巡逻，并可在前线为隐身战机提供支援，发射超大型防区外武器。2020年7月，美国国防部正式开始采购计划，以12亿美元的预算在三年内采购8架F-15EX。  
F-15EX于2021年2月2日首飞。  
2021年4月7日，F-15EX的正式名称被公布为“鹰 II”（Eagle II）。
根据2021财年国防拨款法案，F-15EX的采购项目部获得12架、总额12.3亿美元的资金支持，使总订单数量达到20架，而最初的计划总数为144架。但截至2022年5月，美国空军将订单数量缩减至80架。首批服役的F-15EX将不会配备保形油箱（CFT）。美国空军在2024财年预算提案中申请资金采购24架F-15EX， 使计划中的机队总数提升至104架。在2026财年预算提案中，又为F-15EX预留了30亿美元资金，计划采购总量增至129架。

## 设计

### 概述

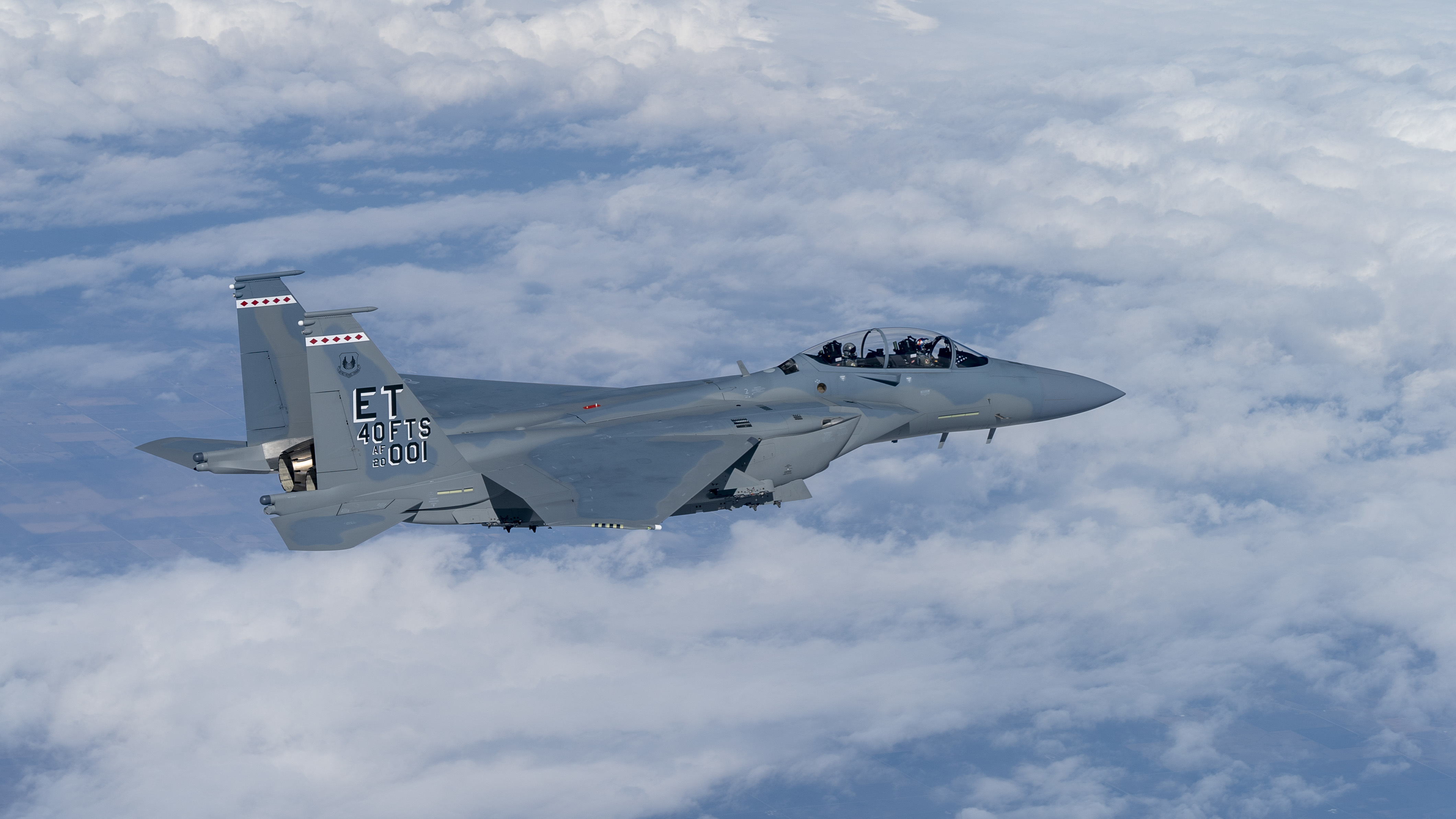
2021 年 3 月，第 40 飞行测试中队的一架 F-15EX Eagle II

F-15EX是在F-15E“打击鹰”基础上的进一步发展型号，最初起源于波音为沙特皇家空军研制的F-15SA。F-15EX整合了多个为出口客户开发的F-15E升级方案，包括全面整合通用电气F110-GE-129发动机和AN/ALQ-239数字电子战系统（DEWS），该系统取代了早期的TEWS系统。同时，机体结构经过修改机构加强以延长使用寿命，座舱也进行了增强，采用了原本为F-15SE“沉默鹰”提出的新设计，并配备了数字电传飞控系统，以替代原来的电子/机械混合系统。新系统允许启用两个额外的机翼挂架；而在早期F-15机型中，这两个外侧挂架因颤振引发的稳定性问题而被禁用。
从为卡塔尔空军研制的F-15QA开始，F-15EX进一步采用了重新设计的机翼结构，将机体寿命延长至20,000小时，引入了新一代任务计算机ADCP II，以及为飞行员和武器官各配备一块尺寸为10英寸 × 19英寸（25厘米 × 48厘米）的超大显示屏的新型座舱。F-15EX是在F-15QA基础上发展的型号，搭载雷神公司的AN/APG-82(V)1有源相控阵雷达，BAE公司的AN/ALQ-250 EPAWSS电子战系统，以及洛克希德·马丁公司的军团吊舱，配备AN/ASG-34(V)1 IRST21红外搜索与跟踪传感器。
与某些其他先进鹰式变体不同，美国空军的F-15EX未安装BAE公司的AN/AAR-57通用导弹预警系统（CMWS），但仍保留了该系统传感器的外部突起，以尽量减少生产更改，同时保持电传飞控系统所需的气动外形一致性。
F-15EX具有极高的武器挂载能力，因此具备高度的作战灵活性。在典型的空优或护航任务配置中，这款“先进鹰式”战机可以携带12枚空对空导弹，包括AIM-120“先进中程空对空导弹”（AMRAAM）或AIM-9“响尾蛇”近距导弹；也可以挂载AGM-88“高速反辐射导弹”（HARM）。若启用设计方案中的扩展挂架与保形油箱（CFT）挂点，其潜在挂载能力可达：16枚AIM-120、4枚AIM-9，以及2枚AGM-88 HARM，不过这一配置尚未进行测试或获得经费支持。
在精确打击任务中，F-15EX可挂载16枚GBU-39小直径炸弹（SDB）、4枚AMRAAM导弹、1枚2000磅级联合直接攻击弹药（JDAM），2枚HARM导弹以及2个副油箱。
此外，F-15EX还可挂载多种大型远程对地攻击武器，如AGM-158联合防区外空地导弹（JASSM），甚至是体积更大的武器如AGM-183高超音速空射快速反应武器（ARRW），用于为F-22和F-35等前线战斗机提供远距离火力支援。
虽然先进鹰的强化结构使其比早期的 F-15 型号更重，但数字电传操纵系统和 F110-129 发动机增加的动态推力包线使其机动性和操控特性比传统 F-15 有了显着改善，并使飞行员能够在没有攻角限制的情况下进行积极机动。电传操纵系统还能使飞机更耐偏离，并能承受不对称载荷。  

### 航空电子设备
尽管F-15EX在生存能力方面不如隐身性能更强的F-22或F-35，但它融合了多项先进的综合航电系统和防护性电子对抗措施，以提升飞行员的态势感知能力并增强生存力。其搭载的APG-82(V)1有源相控阵雷达，最初被命名为APG-63(V)4，结合了APG-63(V)3的天线与F/A-18E/F超级大黄蜂上的APG-79(V)处理器，并配备了新型冷却系统和射频可调滤波器（RFTF），从而实现雷达与电子战功能的同步运行，并与AN/ALQ-250 EPAWSS电子战系统深度整合。
该系统借鉴了AN/ALQ-239 DEWS的设计与经验，EPAWSS是一套数字化系统，提供全方位雷达告警接收与威胁定位功能，并与AN/ALE-47干扰弹/红外诱饵投放系统集成。飞行员与武器系统官（WSO）均可使用数字联合头盔瞄准系统（D-JHMCS），在高离轴角下指引武器攻击目标。
军团吊舱上的ASG-34(V)1 IRST21红外搜索与跟踪系统赋予F-15EX以被动方式探测低可探测性目标的能力；而F-15SA与F-15QA则使用早期型号AN/AAS-42 “虎眼”红外瞄准追踪系统（IRST21的前身），安装在瞄准吊舱挂点上。
虽然该机可由单座飞行员执行基本空优任务，但其后座系统完整，支持武器系统官参与复杂任务，并具备与无人协同作战飞机进行有人-无人协同操作的潜力。
F-15EX虽主要用于取代F-15C/D并补充F-22的空中优势任务，但其也能像其前身F-15E一样，使用LANTIRN与狙击手XR吊舱执行对地打击任务。其航电系统采用开放式架构设计，便于未来升级扩展。

## 作战历史

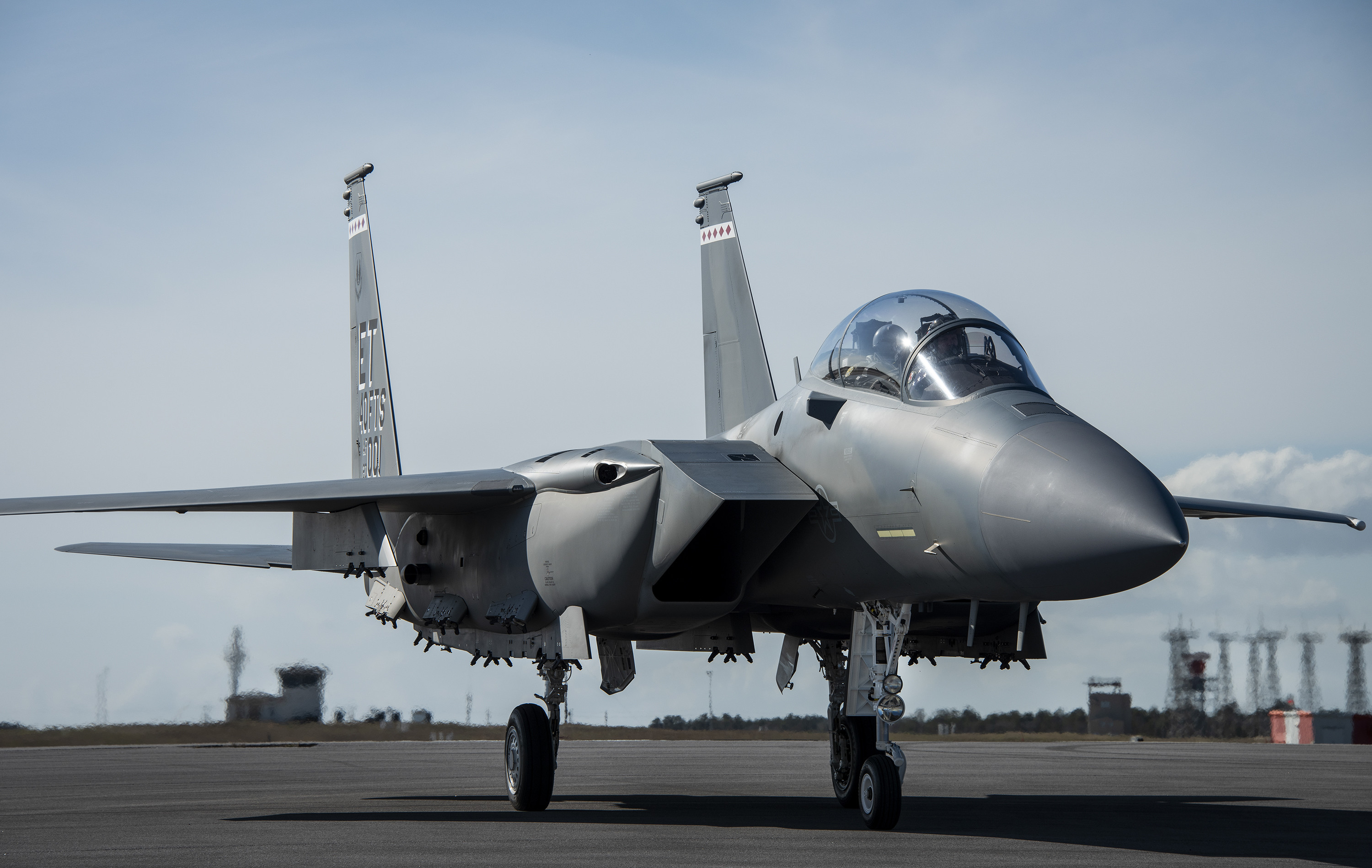
首批 F-15EX 交付至佛罗里达州埃格林空军基地

### 美国
首架 F-15EX 于 2021年3月交付，并飞抵佛罗里达州的埃格林空军基地（Eglin AFB）。初始建造的6架F-15EX随后参与了开发和作战飞行测试工作。其中，前两架执行了武器投放测试，并分别参与了于2021年5月的“北方之锋”（Northern Edge）演习和2023年8月的“战锤”（Combat Hammer）演习。
第三架F-15EX配备了额外的通信设备，并针对美国空军的需求进行了机头结构的重新设计，其为首架安装EPAWSS电子战系统的测试机。
F-15EX的测试项目得以节省时间与成本，因为其许多系统（如电传飞控系统和座舱显示系统）此前已在沙特阿拉伯和卡塔尔出资为其各自订购的F-15SA与F-15QA战机中完成测试。
F-15EX的集成测试与评估第一阶段已于2023年8月完成，该阶段内容包括武器试验、与第五代战机的协同作战整合测试以及任务系统测试。原计划进行的第二阶段测试由于后续批次战机将进行升级而被取消，取而代之的是未来的后续作战测试与评估（FOT&E）计划.

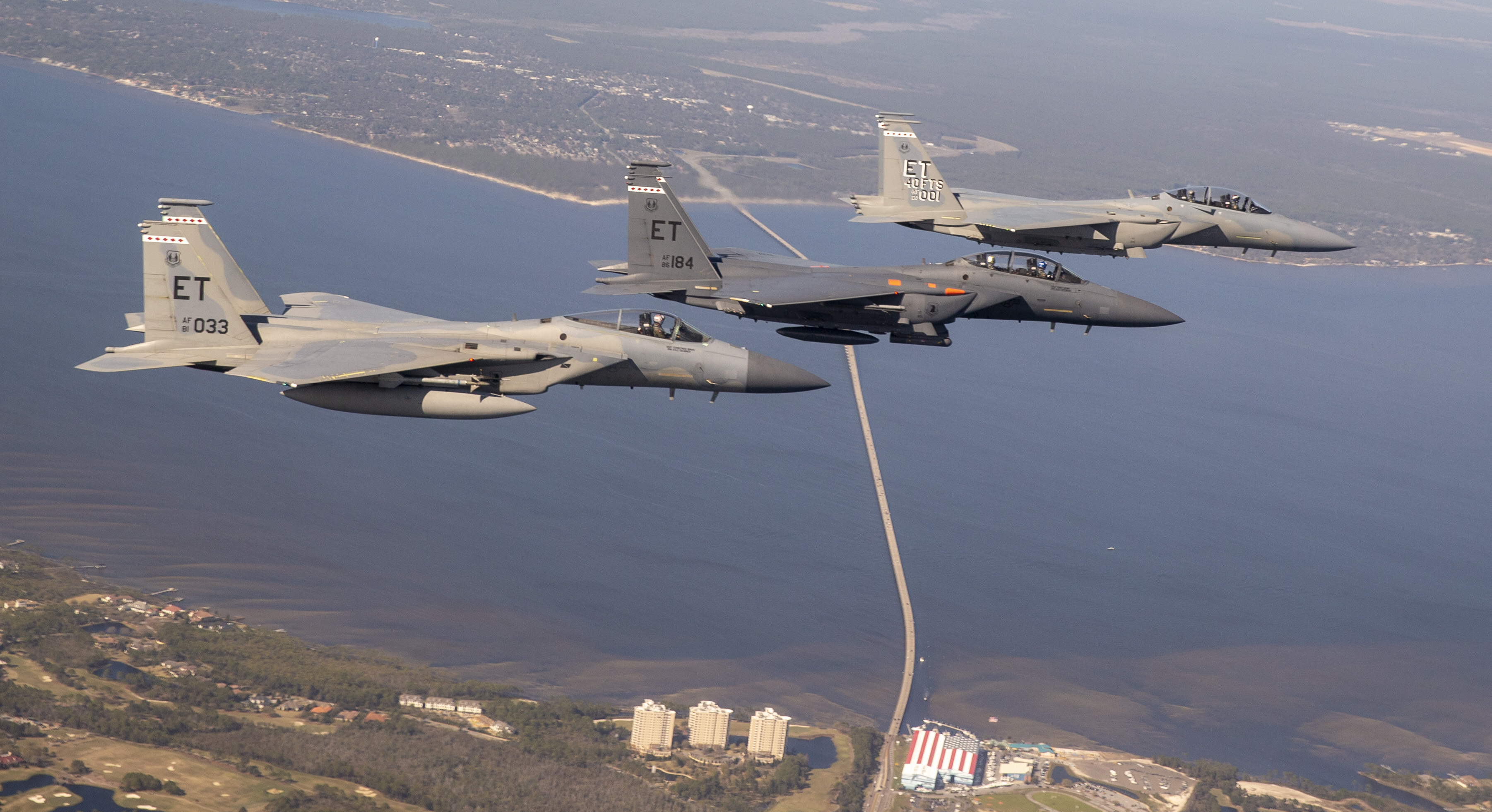
2021 年，一架 F-15EX（右上）与一架 F-15E（中）和一架 F-15C（左下）一起交付给埃格林空军基地

2020年8月，美国空军宣布，计划以F-15EX战机替换部署在佛罗里达州和俄勒冈州的空军国民警卫队部队现役的F-15C战机。  
随后在2023年4月18日，空军进一步宣布，加利福尼亚州与路易斯安那州的空军国民警卫队也将以F-15EX替换其F-15C/D机队。
然而在2023年5月25日，美国空军宣布，位于俄勒冈州金斯利空军国民警卫队基地的空军国民警卫队第173战斗机联队将不再使用F-15EX作为训练平台，而是将转为F-35A的正式训练单位（FTU）。自2026年起，F-15E与F-15EX的基础训练任务将改为在北卡罗来纳州西摩·约翰逊空军基地进行。
2024年6月5日，俄勒冈州空军国民警卫队第142联队接收了其首架F-15EX战斗机，该机交付并驻扎在波特兰空中国民警卫队基地；第二架战机则于一个月后抵达。
该联队于2024年7月10日正式宣布初始作战能力（IOC）达成。

### 以色列
以色列空军在2023年订购了25架基于F-15EX的F-15IA战斗机，并计划将现有的25架F-15I升级为F-15IA标准。
到了2024年，新建F-15IA战机的数量增加至50架。  

### 沙特阿拉伯
除了 2011 年购买的 84 架 F-15SA 外，波音公司还在利雅得 2024 年世界防务展上讨论了向沙特阿拉伯出售 54 架 F-15EX 的事宜。 如果该交易得以推进，沙特阿拉伯将考虑将其 F-15SA 机队升级到与 EX 相同的标准。 

### 潜在客户

#### 埃及
美国于2022年3月宣布同意向埃及空军出售F-15先进鹰式战斗机。该军售仍需在价格和交付时间确定后签署正式合同。 

#### 印度尼西亚
2022年2月，美国国务院批准向印度尼西亚出售最多36架F-15ID战斗机及相关装备的军售案。 截至2022年11月21日，印尼的F-15采购计划已进入高级阶段，正在等待政府的最终批准。印尼国防部长普拉博沃·苏比安托在雅加达与美国国防部长劳埃德·奥斯汀会晤后表示，波音公司已接受印尼方面提出的财务方案，他对该采购案的经济可行性充满信心。
2023年6月，在国防部的新闻发布会上指出，关于F-15战机的采购合同仍在与美国政府的磋商阶段。
最终，在2023年8月21日，波音公司与印度尼西亚政府签署了一项谅解备忘录（MoU），协议内容包括采购24架F-15EX战斗机。

#### 波兰
在2023年9月波兰国际国防工业展览会（MSPO）上，波音公司向波兰推介了F-15EX战斗机。不过，目前还没有关于价格和交付的具体细节。 

#### 泰国
泰国皇家空军（RTAF）正在寻求多用途战斗机，以替换其现役的F-16A/B战机。2021年12月31日，泰国空军司令宣布，空军计划在2023年采购8至12架F-35“闪电II”战斗机。2022年1月12日，泰国内阁批准了首批4架F-35A的采购计划。
然而在2023年5月22日，泰国皇家空军的一位消息人士透露，美国国防部暗示将拒绝泰国采购F-35A的请求，并改为建议其采购F-16 Block 70或F-15EX“鹰 II”战斗机。
2024年8月，泰国皇家空军最终选择“JAS-39E/F”（鹰狮E/F）战斗机作为替代其老旧F-16A/B机队的候选型号。

## 衍生型号

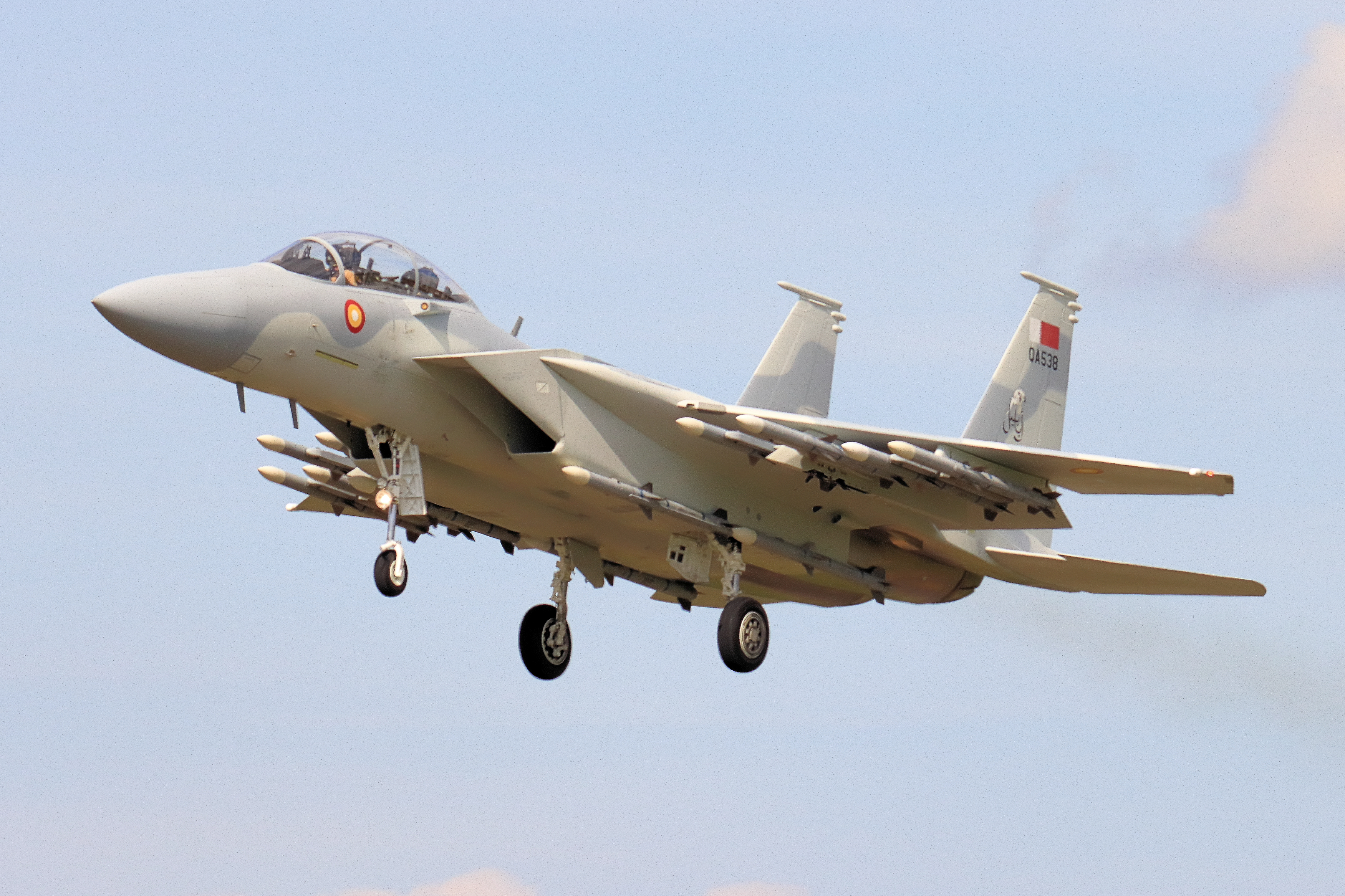
卡塔尔埃米尔空军 F-15QA Ababil QA538在RIAT 2024

F-15SA

F-15SA（Saudi Advanced）是为沙特皇家空军研发的首款“先进鹰式”战机型号，也是后续F-15EX发展的基础型号。F-15SA配备了较早期的AN/APG-63(V)3有源相控阵雷达、AN/ALQ-239数字电子战系统（DEWS）、AN/AAR-57通用导弹预警系统（CMWS），以及安装在瞄准吊舱挂点上的AN/AAS-42“虎眼”（Tiger Eyes）红外搜索与跟踪系统(IRST).
F-15QA“阿巴比尔”
F-15QA（卡塔尔先进鹰）是在“先进鹰式”基础上为卡塔尔空军进一步开发的型号，引入了配备大型显示屏（LAD）的改进型座舱和ADCP II任务计算机。 F-15QA装备有AN/APG-82(V)1有源相控阵雷达、AN/ALQ-239数字电子战系统（DEWS）、AN/AAR-57通用导弹预警系统（CMWS），以及AN/AAS-42红外搜索与跟踪系统（IRST）。  2017年6月，卡塔尔签署了一项总额为120亿美元（约合2023年147亿美元）的合同，购买36架F-15QA，合同内容包括武器、后勤支持、设备和培训等，美国国务院已批准最多72架的对外军售许可。   
2021年6月22日，波音公司宣布将为F-15QA整合以色列埃尔比特系统公司（Elbit Systems）提供的抗干扰系统，使其能够在强电磁干扰环境下持续飞行而不受影响。
F-15EX
美国空军的双座版本战机。F-15EX 配备 AN/APG-82(V)1 雷达、AN/ALQ-250 EPAWSS 电子战系统，以及搭载 AN/ASG-34(V)1 IRST21 传感器的军团红外线搜索暨追踪荚舱，但未配备 AN/AAR-57 通用导弹预警系统（CMWS）。
F-15IA
F-15IA（以色列先进）是基于 F-15EX 为以色列空军研制的改进型。 

### 其他未实现方案
F-15CX
波音为美国空军提出的单座型F-15先进鹰型方案，具备与F-15EX相同的作战能力。由于单座型F-15已停止生产，该型号未被采购。
F-15GA
波音曾向德国提出出售90架F-15GA（德国先进鹰）战斗机，作为其现役“狂风”IDS和ECR战机的替代方案。但德国空军最终选择采购35架F-35A“闪电II”战斗机和15架电子战型“台风”战斗机（ECR型）作为替代。 
F-15IDN
F-15IDN（原称 F-15ID）是为印度尼西亚空军设计的F-15EX出口型号。 

## 用户

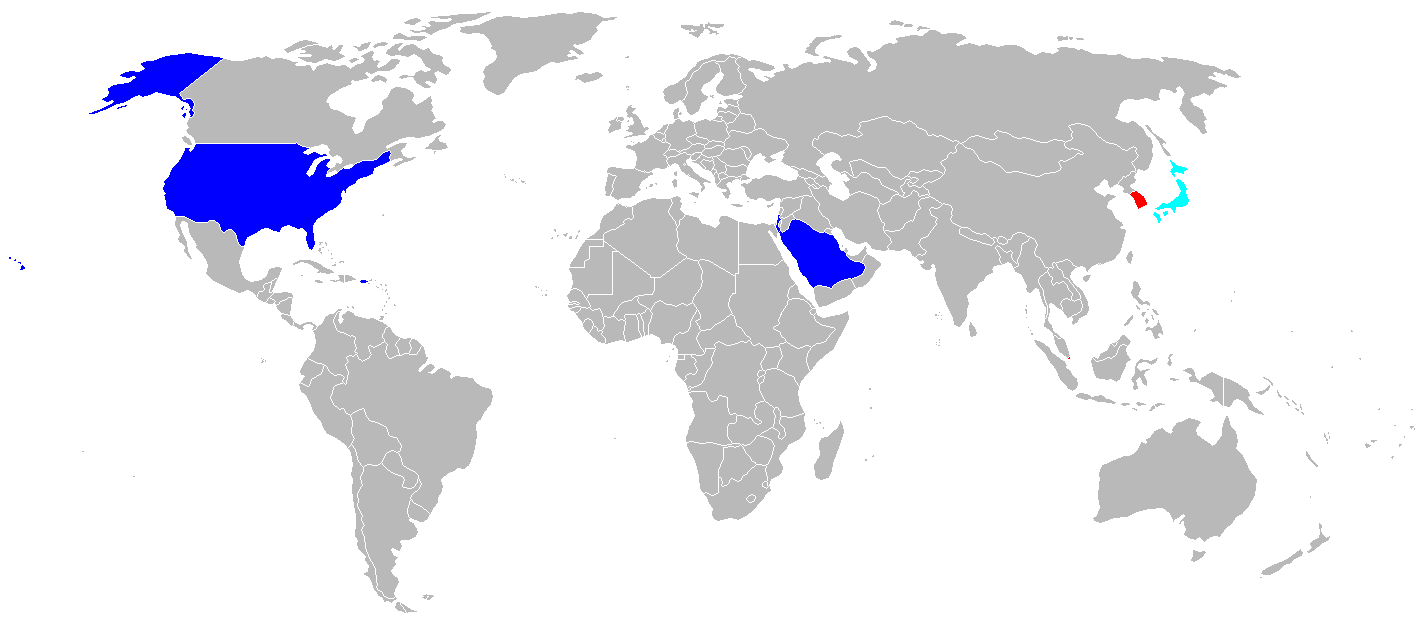
浅蓝色为仅装备F-15A/C用户 红色为仅装备F-15E用户 深蓝色为两者均装备用户

本文仅涵盖F-15先进鹰（Advanced Eagle）系列机型。关于早期F-15及F-15E系列衍生型号（如F-15A/B/C/D、F-15J、F-15E、F-15I、F-15S、F-15K、F-15SG）用户信息，请参阅F-15鹰式战斗机、F-15J战斗机和F-15E攻击鹰式战斗轰炸机
 以色列
- 以色列空军- 截至 2024 年订购 50 架 F-15IA [45]

- 卡塔尔空军- 截至2023年7月共交付33架 F-15QA，共订购48架（两架留在美国进行测试） [67] [68]
  - 第5联队 –乌代德空军基地[69]
    - 第51中队
    - 第52中队
    - 第53中队

 沙烏地阿拉伯
- 沙特皇家空军——84架F-15SA
  - 第3联队——阿卜杜勒阿齐兹国王空军基地
    - 第92中队

  - 第5联队——哈立德国王空军基地
    - 第6中队
    - 第55中队

  - 第7联队 -费萨尔国王空军基地
    - 第29中队

 美国
- 美国空军– 现交付9架,计划交付129架 [70]
- 美国空军空战司令部(ACC)
  - 美国空军第53联队（英语：53rd Wing）–埃格林空军基地,佛罗里达州[71]
    - 美国空军第85测试与评估中队（英语：85th Test and Evaluation Squadron）
- 美国空军装备司令部(AFMC)
  - 美国空军第96测试联队（英语：96th Test Wing）-埃格林空军基地,佛罗里达州
    - 美国空军第40飞行测试中队（英语：40th Flight Test Squadron）
- 美国太平洋空军(PACAF)
  - 美國空軍第18聯隊（英语：18th Wing）-嘉手纳空军基地,日本(计划中) [72]
    - 美国空军第44战斗机中队（英语：44th Fighter Squadron）
    - 美国空军第67战斗机中队（英语：67th Fighter Squadron）
- 美国空军国民警卫队(ANG)
  - 美国空军国民警卫队第127联队（英语：127th Wing）-塞尔弗里奇空军国民警卫队基地,密歇根州（计划中） [73]
    - 美国空军国民警卫队第107战斗机中队（英语：107th Fighter Squadron）

  - 美国空军国民警卫队第142联队（英语：142nd Wing）–波特兰空军国民警卫队基地,俄勒冈州[74] [39]
    - 美国空军国民警卫队第123战斗机中队（英语：123d Fighter Squadron）

  - 美国空军国民警卫队第144战斗机联队（英语：144th Fighter Wing）–弗雷斯诺空军国民警卫队基地，加利福尼亚州[40]
    - 美国空军国民警卫队第194战斗机中队（英语：194th Fighter Squadron）

  - 美国空军国民警卫队第159战斗机联队（英语：159th Fighter Wing）–新奥尔良海军联合航空站,路易斯安那州 (计划) [40]
    - 第122战斗机中队（英语：122nd Fighter Squadron）

## 性能 (F-15EX)

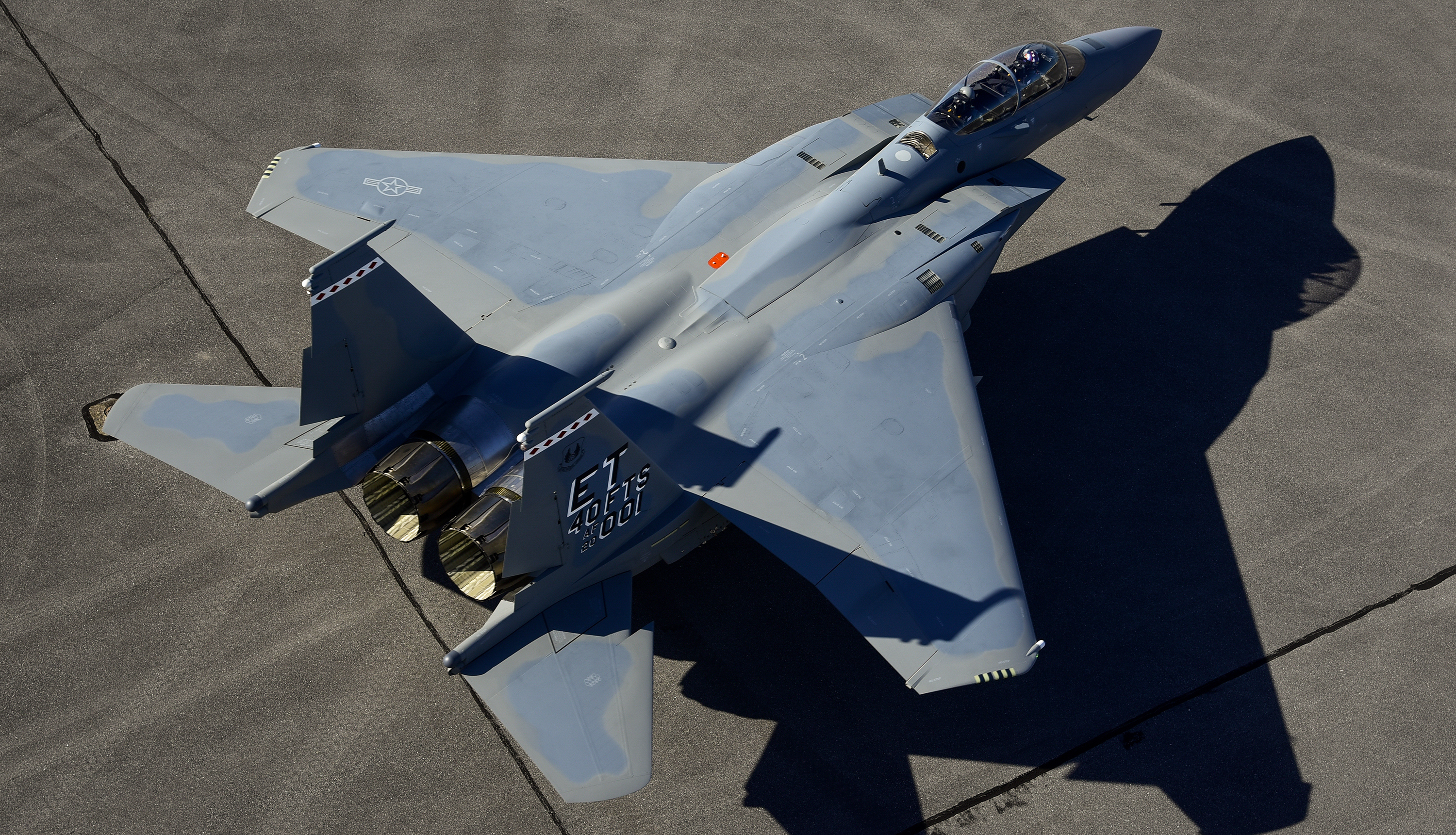
F-15EX 上安装的 F110-129 发动机，带有排气瓣

参考资料：Air and Space Forces Magazine, Flight Manual, General Electric
基本信息
- 机组：2个
- 長度：63英尺9.6英寸（19.446）
- 翼展：42英尺9.6英寸（13.045）
- 高度：18英尺6英寸（5.64）
- 机翼面积：608平方英尺（56.5平方）
- 空重：35,500磅（16,103）或40,000磅（18,140）装备保形油箱状态下
- 最大起飛重量：81,000磅（36,741）
- 燃料容量：13,550磅（6,150） 内油, 35,500磅（16,100） 携带副油箱和保形油箱构型下
- 发动机：2台奇異F110-GE-129帶後燃器渦輪扇引擎，每台17,155磅力（76.31千牛頓）推力 干推力，29,500磅力（131千牛頓） 带后燃器

性能
- 最大速度：1,650 英里／時（2,656 公里／時）,2.5馬赫
- 戰鬥航程：687海里（791英里；1,272）
- 转场航程：2,100海里（2,417英里；3,889）保形油箱与副油箱挂载构型下
- 升限：60,000英尺（18,000）
- 过载限制：+9G
- 爬升率：50,000英尺每分鐘（250每秒）+
- 推重比：0.93

武器

- 機槍：M61A2機砲一座，使用M-56或PGU-28彈藥，裝彈510發
- 外挂点：4个翼下挂架, 机身挂架以及保形油箱挂架共计23个硬点 挂载能力29,500磅（13,400），
- 飛彈：

  - 空对空导弹: 12个硬挂点[79]
    - AIM-9X 響尾蛇飛彈
    - AIM-120D 先进中程空对空导弹

  - 空对地导弹:
    - AGM-65小牛飛彈
AGM-84H/K增程型防區外對地攻擊飛彈
魚叉反艦飛彈
AGM-158聯合空對地距外飛彈

  - 炸弹:
    - Mk 82、Mk 84、B-61戰術核子彈、B83核弹、CBU-87、CBU-89 Gator、CBU-97、CBU-103、CBU-104、CBU-105、CBU-107、GBU-10 Paveway II、GBU-12 Paveway II、GBU-15、GBU-24 Paveway III、GBU-27 Paveway III、GBU-28、GBU-31、GBU-35、GBU-39、GBU-54、AGM-154 JSOW

航電

- 传感器:
  - 雷神公司AN/APG-82(V)1电子扫描阵列雷达
  - 洛克希德·马丁军团红外线搜索与追踪吊舱搭配AN/ASG-34(V)1 IRST21红外搜索追踪系统[80][81]
- 制导吊舱:
  - 马丁·玛丽埃塔 AN/AAS-13夜间低空导航夹舱
  - 马丁·玛丽埃塔 AN/AAS-14瞄准荚舱或洛克希德·马丁AN/AAQ-33狙击手先进瞄准吊舱
- 电子反制系统:
  - 贝宜系统EPAWSS(Eagle Passive/Active Warning Survivability System)主/被动警告系统- [82]
  - 贝宜系统AN/ALE-47反制灑佈器
  - 雷神公司AN/APX-119 敌友识别系统